# تشت بادی

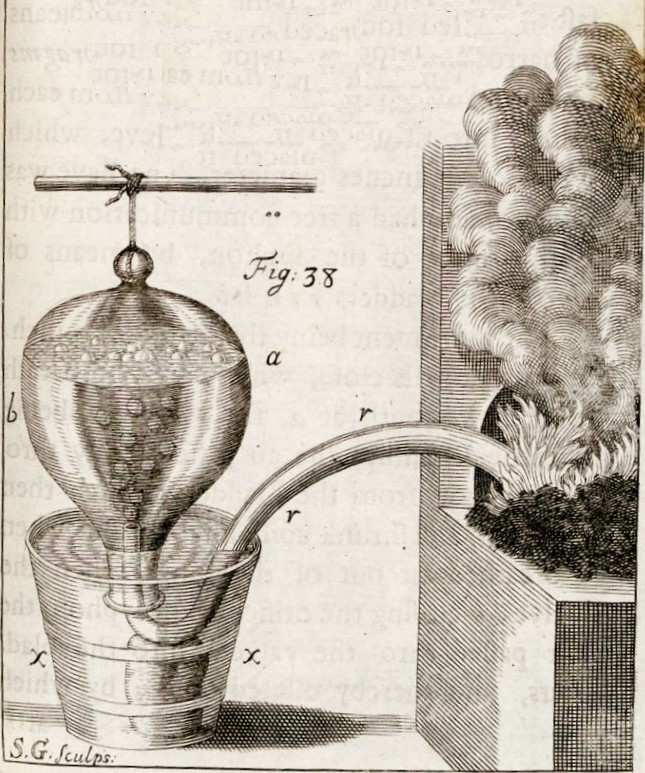
تشت بادی با بالن آویزان از گیره، همان‌طور که توسط استیون هلز اختراع شد

تشت بادی (انگلیسی: Pneumatic trough) یک وسیله آزمایشگاهی است که برای جمع‌آوری گازها، مانند هیدروژن، اکسیژن و نیتروژن استفاده می‌شود. این وسیله عمدتاً از شیشه یا مواد فیبری مختلف ساخته شده و در اندازه‌های متنوعی وجود دارد. این وسیله توسط استیون هلز اختراع شد.

## توصیف
چهار مورد برای جمع‌آوری گاز با استفاده از تشت بادی موردنیاز است:
- خود تشت که معمولاً یک ظرف شیشه‌ای بزرگ یا ظرف مشابه است.
- یک بطری گاز (یا بالن) برای نگهداری گاز جمع‌آوری شده.
- وسیله‌ای برای نگه‌داشتن بطری یا بالن، مانند قفسه کندویی یا گیره (همان‌طور که در طراحی استیون هلز دیده می‌شود).
- مایعی در تشت.

### مایع
تشت بادی به مایعی مانند آب نیاز دارد. دانشمندان همچنین از جیوه در تشت‌های بادی استفاده می‌کردند، اما معمولاً فقط برای جمع‌آوری گازهایی که در آب حل می‌شوند. مسائل بهداشتی و ایمنی مرتبط با جیوه معمولاً استفاده از آن را در تشت‌های بادی مدرن ممنوع می‌کند.

## استفاده

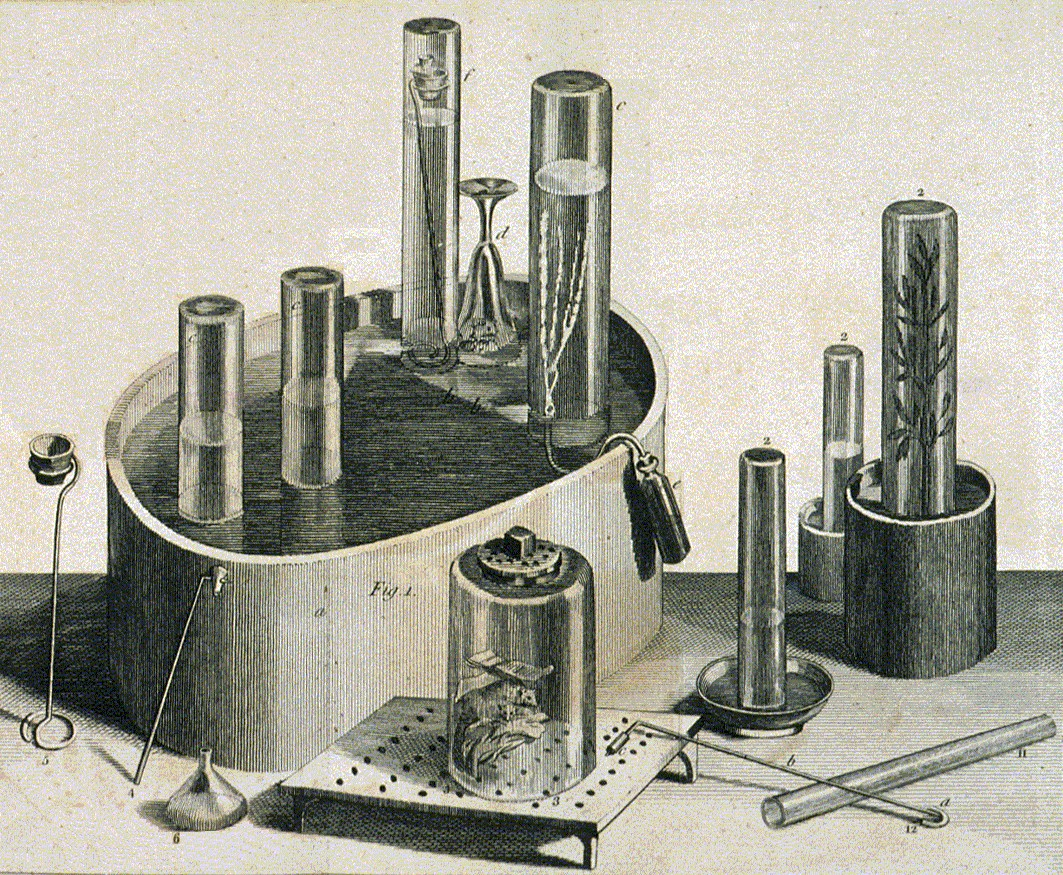
تشت بادی و تجهیزات دیگر که توسط جوزف پریستلی استفاده شده‌اند

بطری با آب پر می‌شود، وارونه می‌شود و داخل تشت بادی که قبلاً با آب پر شده قرار می‌گیرد. لوله خروجی دستگاه تولید گاز به دهانه بطری وارد می‌شود تا گاز از آن عبور کرده و با جابجایی آب داخل بطری جمع‌آوری شود.